# Tom Braidwood
Tom Braidwood (Columbia Británica, 27 de septiembre de 1948) es un actor y director de televisión canadiense. Es más conocido por el papel de Melvin Frohike, uno de los teóricos de la conspiración conocidos como "The Lone Gunmen" en la serie de televisión estadounidense The X-Files. Braidwood también se desempeñó como asistente de dirección en el programa desde la temporada uno hasta la cinco; fue además director de la segunda unidad en Millennium, otra serie de Chris Carter, el creador de The X-Files, y productor de la segunda temporada de la serie de televisión canadiense Da Vinci's Inquest, en la que también dirigió algunos episodios.
Además de The X-Files, Braidwood también apareció como Frohike en la serie derivada The Lone Gunmen, que emitió 13 episodios en 2001. En 2006, Braidwood apareció en dos episodios de la serie Whistler, y en 2009 apareció en las películas Mensajes eliminados y Alien Trespass.